# 東近江市
東近江市（日语：／ Higashiōmi shi */?）是位於日本滋賀縣的城市。轄區東部位於鈴鹿山脈，西半部為湖東平原。

## 人口
| 東近江市人口分布圖 |                                                 |  |
| 東近江市與日本全國年齡別人口分布比較圖 （2005年資料） | 東近江市的年齡、男女別人口分布圖 （2005年資料） |  |
| ■紫色是東近江市 ■綠色是全国 | ■藍色是男性 ■紅色是女性                         |  |
| 東近江市人口變化 \| 1970年 \| 85,214人 \| \| \| 1975年 \| 91,713人 \| \| \| 1980年 \| 98,664人 \| \| \| 1985年 \| 103,204人 \| \| \| 1990年 \| 106,508人 \| \| \| 1995年 \| 111,322人 \| \| \| 2000年 \| 114,395人 \| \| \| 2005年 \| 116,797人 \| \| \| 2010年 \| 115,479人 \| \| \| 2015年 \| 114,180人 \| \| \| 2020年 \| 112,819人 \| \| |                                                 |  |
| 資料來源：日本總務省統計中心提供之人口普查數據 |                                                 |  |
| 1970年 | 85,214人                                        |  |
| 1975年 | 91,713人                                        |  |
| 1980年 | 98,664人                                        |  |
| 1985年 | 103,204人                                       |  |
| 1990年 | 106,508人                                       |  |
| 1995年 | 111,322人                                       |  |
| 2000年 | 114,395人                                       |  |
| 2005年 | 116,797人                                       |  |
| 2010年 | 115,479人                                       |  |
| 2015年 | 114,180人                                       |  |
| 2020年 | 112,819人                                       |  |

## 歷史
現在的東近江市轄區過去在令制國時代屬於近江國，西南部屬於蒲生郡，中部屬於神崎郡，東北部屬於愛知郡；在《日本書紀》記載七世紀天智天皇時期曾有來自百濟國的百姓男女四百餘人居住於此。
在11世紀後，八日市地區逐漸發展為商業聚落，此區域也長期由六角氏所掌控。
在江戶時代大部分區域為幕府直屬及旗本，另有部分區域分屬郡山藩、仁正寺藩、川越藩、仙台藩、水口藩、淀藩、宮津藩、近江宮川藩、山上藩、彥根藩，而此地的幕府直屬領及旗本領則是由位於滋賀郡大津的大津奉行負責管理。
19世紀末明治維新後，原先的幕府直屬領及旗本領先後改隸屬大津裁判所及大津縣，其他原本屬於各藩的區域則在1871年實施廢藩置縣後，改隸屬郡山縣、西大路縣、川越縣、水口縣、宮川縣、淀縣、宮津縣、山上縣、彥根縣；不過在僅四個月之後的府縣整併中，原屬神崎郡和愛知郡的區域被併入長濱縣，原屬蒲生郡的區域則被併入大津縣，此後兩縣在1872年10月整併為現在的滋賀縣。
1889年日本實施町村制，現在的東近江市轄區在當時分屬老蘇村、平田村、市邊村、中野村、櫻川村、朝日野村、市原村、玉緒村、山上村、御園村、八日市町、建部村、東五個莊村、南五個莊村、北五個莊村、八條村、八幡村、栗見村、東小椋村、西小椋村、角井村、東押立村、西押立村、豐椋村共24個行政區劃；經歷1950年代的昭和大合併後，這些行政政區劃被整併為八日市市、蒲生町、能登川町、五個莊町、永源寺町、愛東町、湖東町七個行政區劃。
2005年八日市市、永源寺町、五個莊町、愛東町、湖東町合併為東近江市，2006年能登川町和蒲生町也接著併入，組成現在的東近江市。

### 變遷表
| 1889年4月1日 | 1889年 - 1912年          | 1912年 - 1944年          | 1912年 - 1944年              | 1945年 - 1954年              | 1945年 - 1954年              | 1955年 - 1989年              | 1955年 - 1989年              | 1989年 - 現在                | 現在     |
| ------------ | ------------------------ | ------------------------ | ---------------------------- | ---------------------------- | ---------------------------- | ---------------------------- | ---------------------------- | ---------------------------- | -------- |
| 櫻川村       | 櫻川村                   | 櫻川村                   | 櫻川村                       | 櫻川村                       | 櫻川村                       | 1955年4月1日 合併為蒲生町    | 1955年4月1日 合併為蒲生町    | 2006年1月1日 併入東近江市    | 東近江市 |
| 朝日野村     |                          |                          |                              |                              |                              | 1955年4月1日 合併為蒲生町    | 1955年4月1日 合併為蒲生町    | 2006年1月1日 併入東近江市    | 東近江市 |
| 八條村       | 1894年6月5日 能登川村    | 1894年6月5日 能登川村    | 1942年2月11日 合併為能登川町 | 1942年2月11日 合併為能登川町 | 1942年2月11日 合併為能登川町 | 1942年2月11日 合併為能登川町 | 1942年2月11日 合併為能登川町 | 2006年1月1日 併入東近江市    | 東近江市 |
| 八條村       | 1894年6月5日 伊庭村      |                          | 1942年2月11日 合併為能登川町 | 1942年2月11日 合併為能登川町 | 1942年2月11日 合併為能登川町 | 1942年2月11日 合併為能登川町 | 1942年2月11日 合併為能登川町 | 2006年1月1日 併入東近江市    | 東近江市 |
| 八條村       | 1894年6月5日 五峰村      |                          | 1942年2月11日 合併為能登川町 | 1942年2月11日 合併為能登川町 | 1942年2月11日 合併為能登川町 | 1942年2月11日 合併為能登川町 | 1942年2月11日 合併為能登川町 | 2006年1月1日 併入東近江市    | 東近江市 |
| 八幡村       |                          |                          | 1942年2月11日 合併為能登川町 | 1942年2月11日 合併為能登川町 | 1942年2月11日 合併為能登川町 | 1942年2月11日 合併為能登川町 | 1942年2月11日 合併為能登川町 | 2006年1月1日 併入東近江市    | 東近江市 |
| 栗見村       | 1897年8月15日 栗見莊村。 | 1927年11月8日 併入八幡村 | 1942年2月11日 合併為能登川町 | 1942年2月11日 合併為能登川町 | 1942年2月11日 合併為能登川町 | 1942年2月11日 合併為能登川町 | 1942年2月11日 合併為能登川町 | 2006年1月1日 併入東近江市    | 東近江市 |
| 栗見村       | 栗見村                   |                          | 1942年2月11日 合併為能登川町 | 1942年2月11日 合併為能登川町 | 1942年2月11日 合併為能登川町 | 1942年2月11日 合併為能登川町 | 1942年2月11日 合併為能登川町 | 2006年1月1日 併入東近江市    | 東近江市 |
| 東五個莊村   | 1890年3月15日 更名為旭村 | 1890年3月15日 更名為旭村 | 1890年3月15日 更名為旭村     | 1890年3月15日 更名為旭村     | 1890年3月15日 更名為旭村     | 1955年1月1日 合併為五個莊町  | 1955年1月1日 合併為五個莊町  | 2005年2月11日 合併為東近江市 | 東近江市 |
| 南五個莊村   |                          |                          |                              |                              |                              | 1955年1月1日 合併為五個莊町  | 1955年1月1日 合併為五個莊町  | 2005年2月11日 合併為東近江市 | 東近江市 |
| 北五個莊村   |                          |                          |                              |                              |                              | 1955年1月1日 合併為五個莊町  | 1955年1月1日 合併為五個莊町  | 2005年2月11日 合併為東近江市 | 東近江市 |
| 市原村       | 市原村                   | 市原村                   | 市原村                       | 市原村                       | 市原村                       | 1955年4月1日 合併為永源寺町  | 1955年4月1日 合併為永源寺町  | 2005年2月11日 合併為東近江市 | 東近江市 |
| 山上村       | 山上村                   | 山上村                   | 1943年4月1日 合併為永源寺村  | 1943年4月1日 合併為永源寺村  | 1943年4月1日 合併為永源寺村  | 1955年4月1日 合併為永源寺町  | 1955年4月1日 合併為永源寺町  | 2005年2月11日 合併為東近江市 | 東近江市 |
| 東小椋村     | 東小椋村                 | 東小椋村                 | 1943年4月1日 合併為永源寺村  | 1943年4月1日 合併為永源寺村  | 1943年4月1日 合併為永源寺村  | 1955年4月1日 合併為永源寺町  | 1955年4月1日 合併為永源寺町  | 2005年2月11日 合併為東近江市 | 東近江市 |
| 東小椋村     | 1892年10月5日 高野村     |                          | 1943年4月1日 合併為永源寺村  | 1943年4月1日 合併為永源寺村  | 1943年4月1日 合併為永源寺村  | 1955年4月1日 合併為永源寺町  | 1955年4月1日 合併為永源寺町  | 2005年2月11日 合併為東近江市 | 東近江市 |
| 平田村       | 平田村                   | 平田村                   | 平田村                       | 平田村                       | 1954年8月15日 合併為八日市市 | 1954年8月15日 合併為八日市市 | 1954年8月15日 合併為八日市市 | 2005年2月11日 合併為東近江市 | 東近江市 |
| 市邊村       |                          |                          |                              |                              | 1954年8月15日 合併為八日市市 | 1954年8月15日 合併為八日市市 | 1954年8月15日 合併為八日市市 | 2005年2月11日 合併為東近江市 | 東近江市 |
| 玉緒村       |                          |                          |                              |                              | 1954年8月15日 合併為八日市市 | 1954年8月15日 合併為八日市市 | 1954年8月15日 合併為八日市市 | 2005年2月11日 合併為東近江市 | 東近江市 |
| 中野村       | 中野村                   | 中野村                   | 中野村                       | 1952年3月21日 八日市町       | 1954年8月15日 合併為八日市市 | 1954年8月15日 合併為八日市市 | 1954年8月15日 合併為八日市市 | 2005年2月11日 合併為東近江市 | 東近江市 |
| 八日市町     |                          |                          |                              | 1952年3月21日 八日市町       | 1954年8月15日 合併為八日市市 | 1954年8月15日 合併為八日市市 | 1954年8月15日 合併為八日市市 | 2005年2月11日 合併為東近江市 | 東近江市 |
| 御園村       |                          |                          |                              |                              | 1954年8月15日 合併為八日市市 | 1954年8月15日 合併為八日市市 | 1954年8月15日 合併為八日市市 | 2005年2月11日 合併為東近江市 | 東近江市 |
| 建部村       |                          |                          |                              |                              | 1954年8月15日 合併為八日市市 | 1954年8月15日 合併為八日市市 | 1954年8月15日 合併為八日市市 | 2005年2月11日 合併為東近江市 | 東近江市 |
| 西小椋村     | 西小椋村                 | 西小椋村                 | 西小椋村                     | 西小椋村                     | 西小椋村                     | 1955年2月11日 合併為愛東村   | 1971年2月11日 改制為愛東町   | 2005年2月11日 合併為東近江市 | 東近江市 |
| 角井村       |                          |                          |                              |                              |                              | 1955年2月11日 合併為愛東村   | 1971年2月11日 改制為愛東町   | 2005年2月11日 合併為東近江市 | 東近江市 |
| 東押立村     | 東押立村                 | 東押立村                 | 東押立村                     | 東押立村                     | 1954年11月3日 合併為湖東町   | 1954年11月3日 合併為湖東町   | 1954年11月3日 合併為湖東町   | 2005年2月11日 合併為東近江市 | 東近江市 |
| 西押立村     |                          |                          |                              |                              | 1954年11月3日 合併為湖東町   | 1954年11月3日 合併為湖東町   | 1954年11月3日 合併為湖東町   | 2005年2月11日 合併為東近江市 | 東近江市 |
| 豐椋村       |                          |                          |                              |                              | 1954年11月3日 合併為湖東町   | 1954年11月3日 合併為湖東町   | 1954年11月3日 合併為湖東町   | 2005年2月11日 合併為東近江市 | 東近江市 |

## 交通

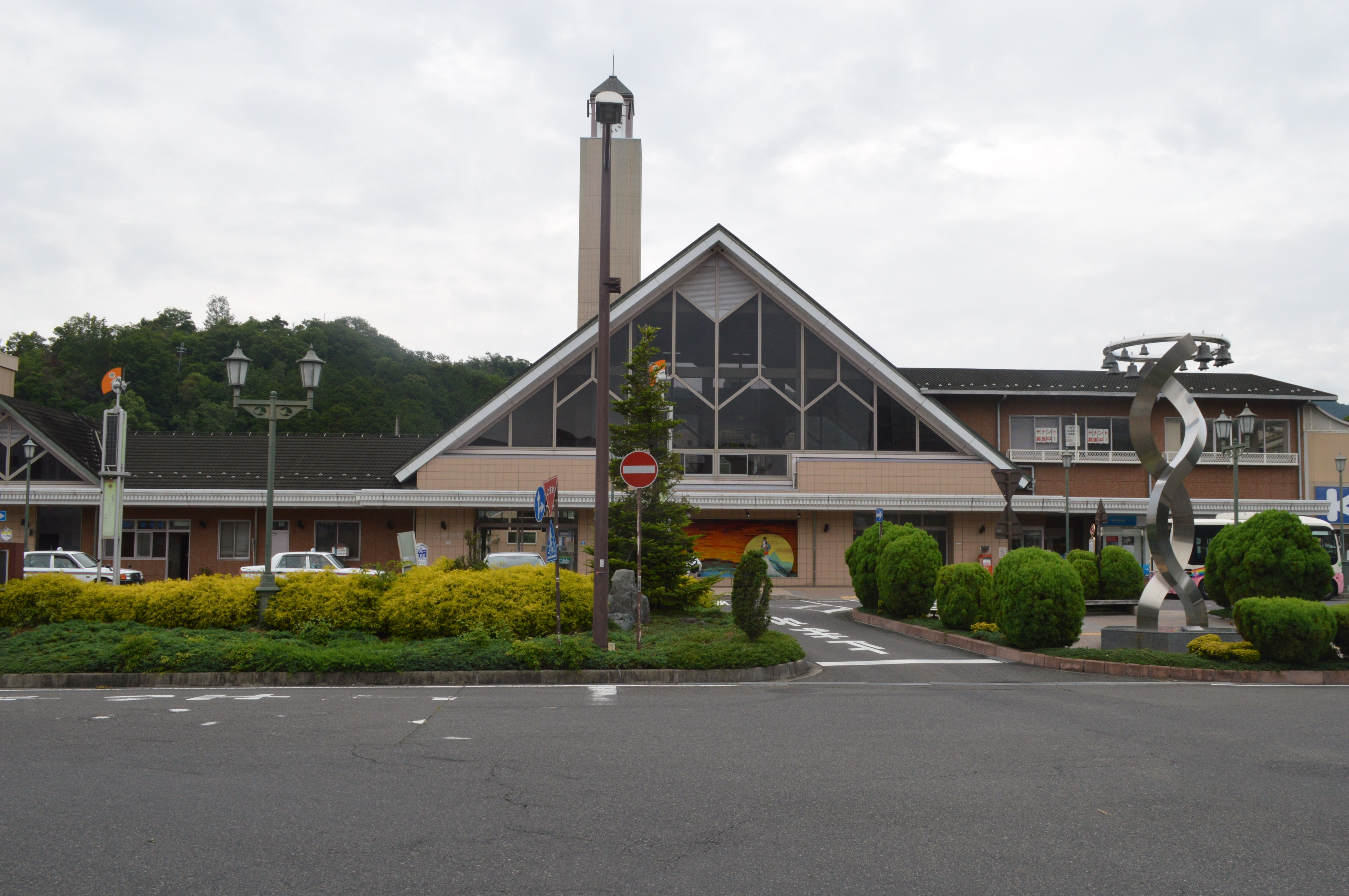
八日市車站

在轄區西部的平原區域有鐵路東海道本線、近江鐵道本线、八日市線及高速公路名神高速公路通過，八日市車站則是市內最主要的鐵路車站，可再經由近江鐵道巴士的客運路線轉往市內各地。
目前市內並沒有甚至整個滋賀縣內都沒有機場，不過過去在1914年至1945年期間大日本帝國陸軍曾在八日市地區設軍用的八日市飛行場，這也是滋賀縣內唯一曾經存在的機場。

### 鐵道
- 西日本旅客鐵道
  - 東海道本線（琵琶湖線）：（←彥根市） - 能登川站 - （近江八幡市→）
- 近江鐵道
  - 本线：（←愛莊町） - 五箇莊站 - 河邊之森站 - 八日市站 - 長谷野站 - 大學前站 - 京瓷前站 - 櫻川站 (滋賀縣) - 朝日大塚站 - 朝日野站 - （日野町→）
  - 八日市線：八日市站 - 新八日市站 - 太郎坊宮前站 - 市邊站 - 平田站 - （近江八幡市）

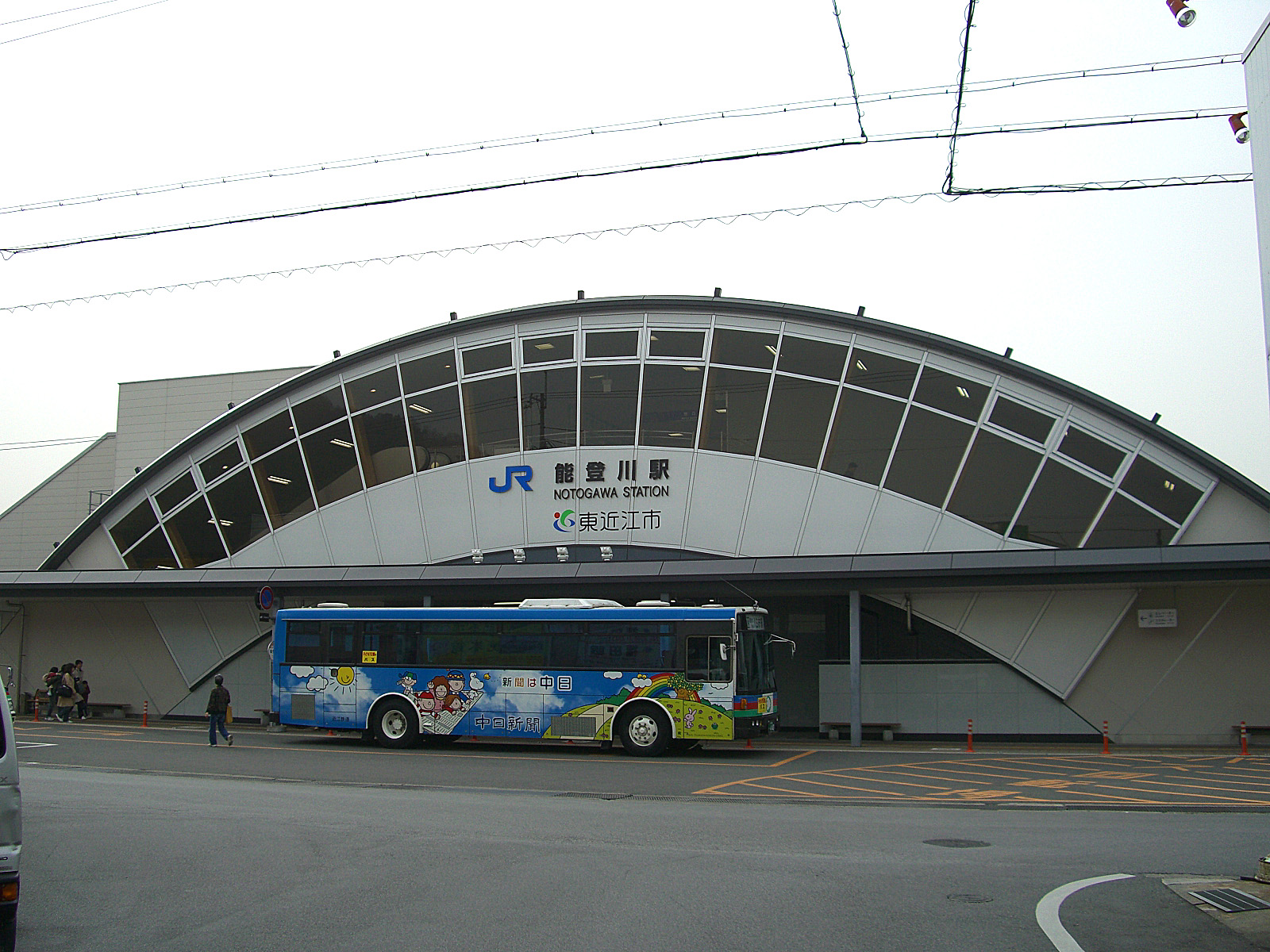
能登川車站
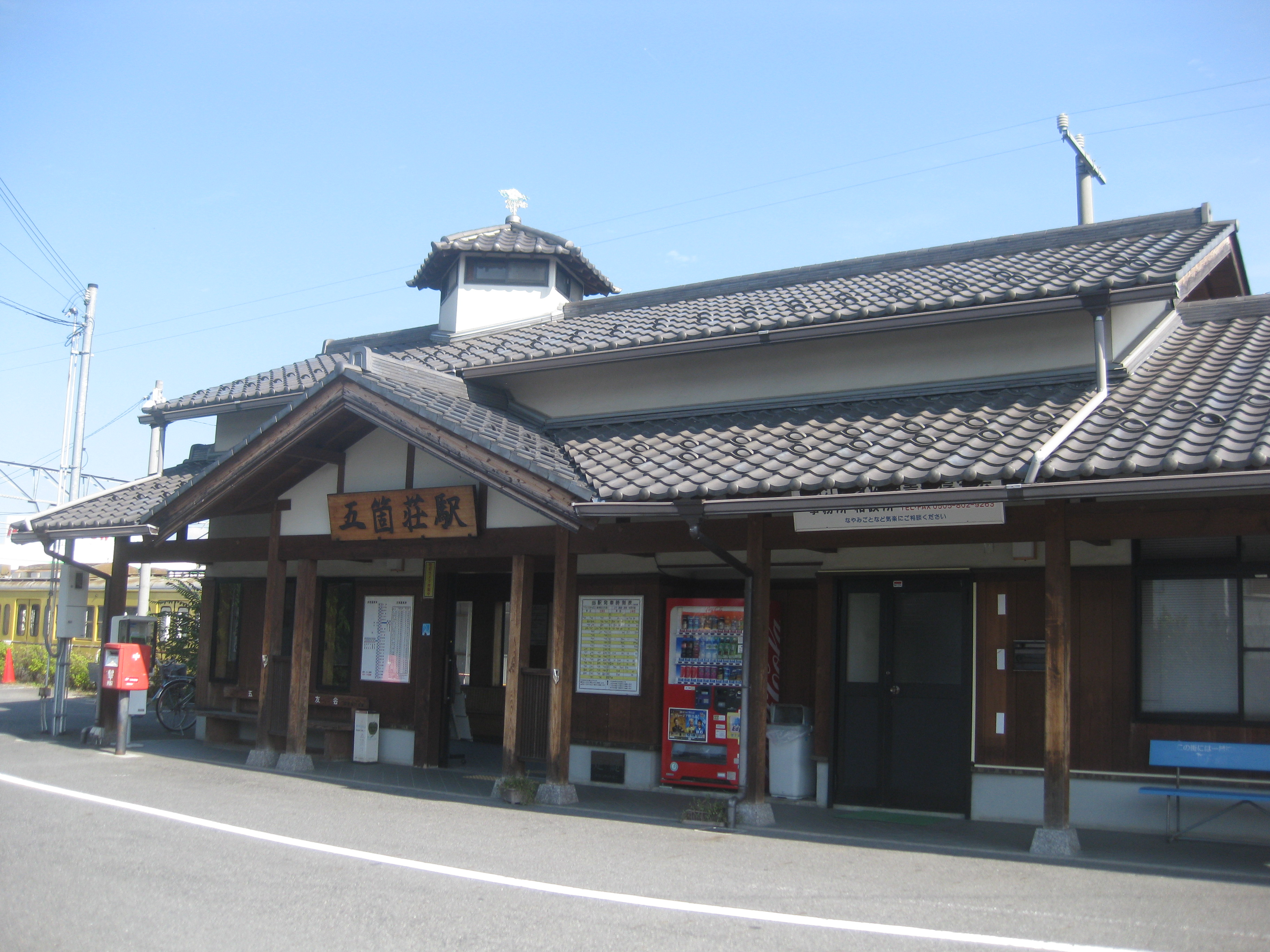
五箇莊車站
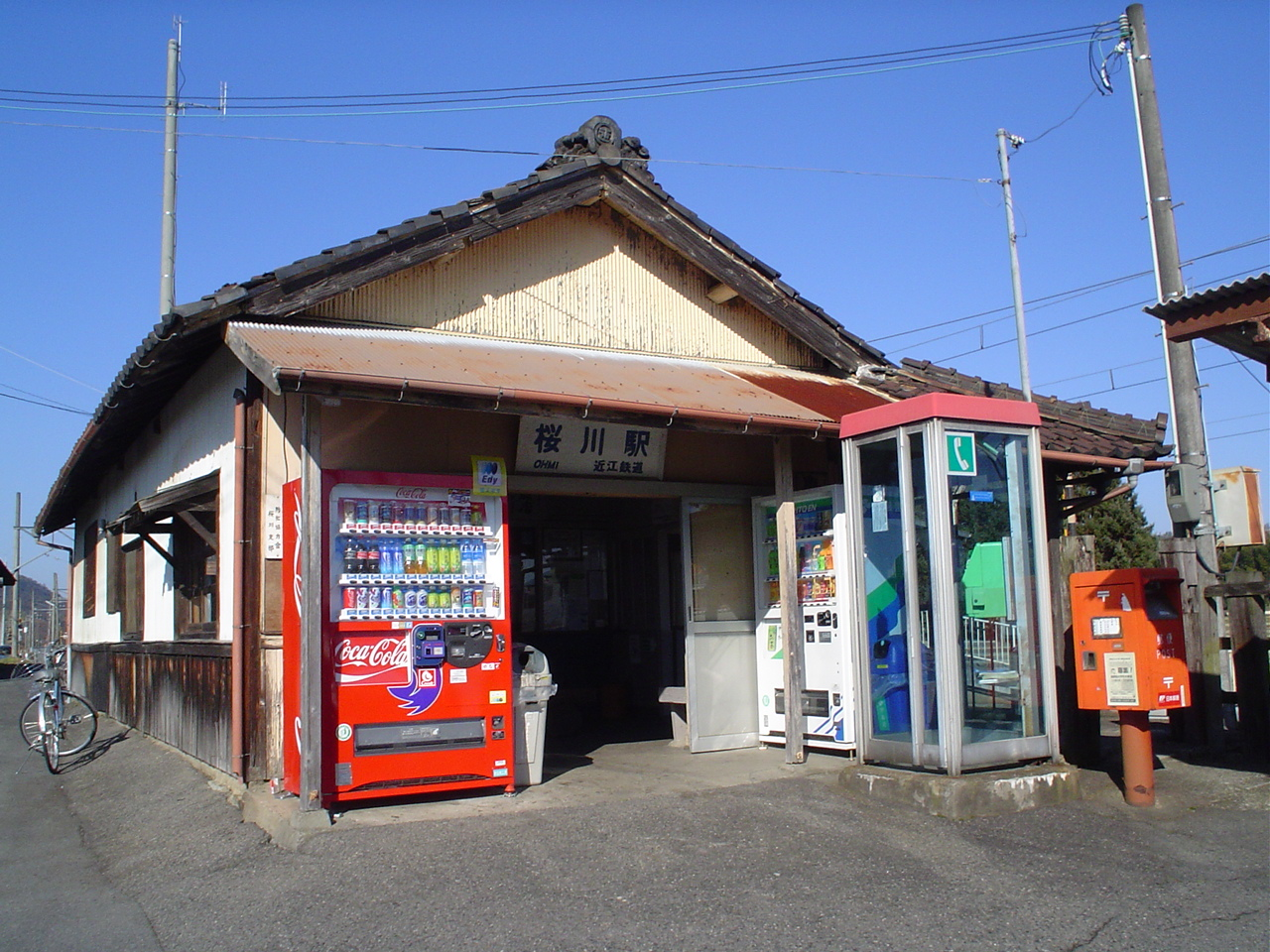
櫻川車站
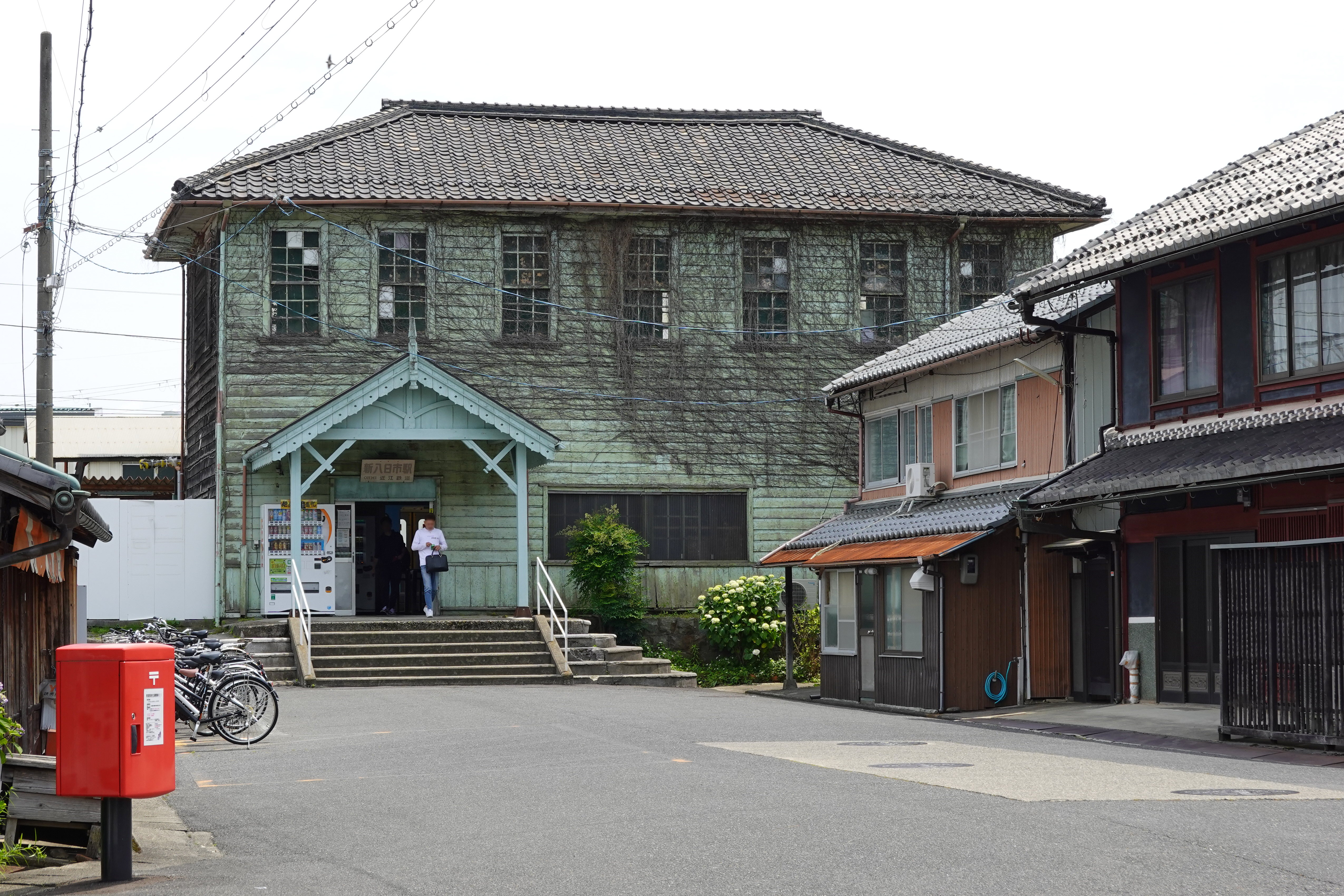
新八日市車站
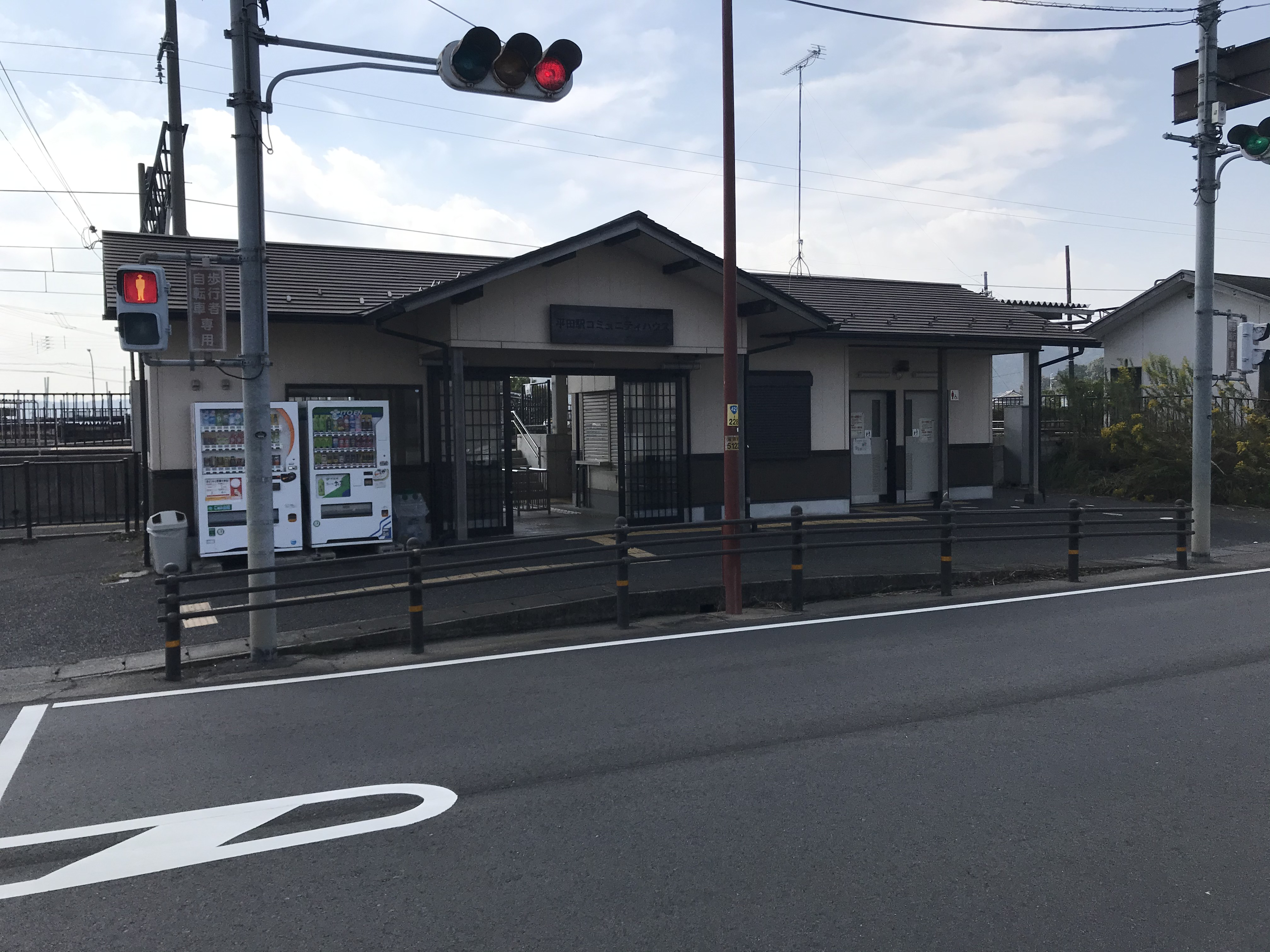
平田車站

### 公路
高速公路
- 名神高速公路：（愛莊町） - 八日市交流道 - 黑丸休息區（日语：黒丸パーキングエリア） - 蒲生智慧交流道（日语：蒲生スマートインターチェンジ） - （龍王町）

## 觀光資源
位於永源寺高野町的永源寺是臨濟宗永源寺派的大本山，在秋季也是欣賞紅葉的景點。
百濟寺為天台宗的寺院，與位於甲良町的西明寺和位於愛莊町的金剛輪寺被合稱為湖東三山，和永源寺相同的都是欣賞紅葉的景點。
過去每年八日市都會固定舉辦「八日市大凧祭」的大型風箏活動，其中會施放長13公尺、寬12公尺，重量達700公斤的巨型風箏，但在2015年因風箏造成意外事故後已停止舉辦，不過在當地仍有東近江大凧博物館在介紹當地的大型風箏文化。
在五個莊地區有利用多位過去著名的本地商人宅邸所開設的「近江商人博物館」。

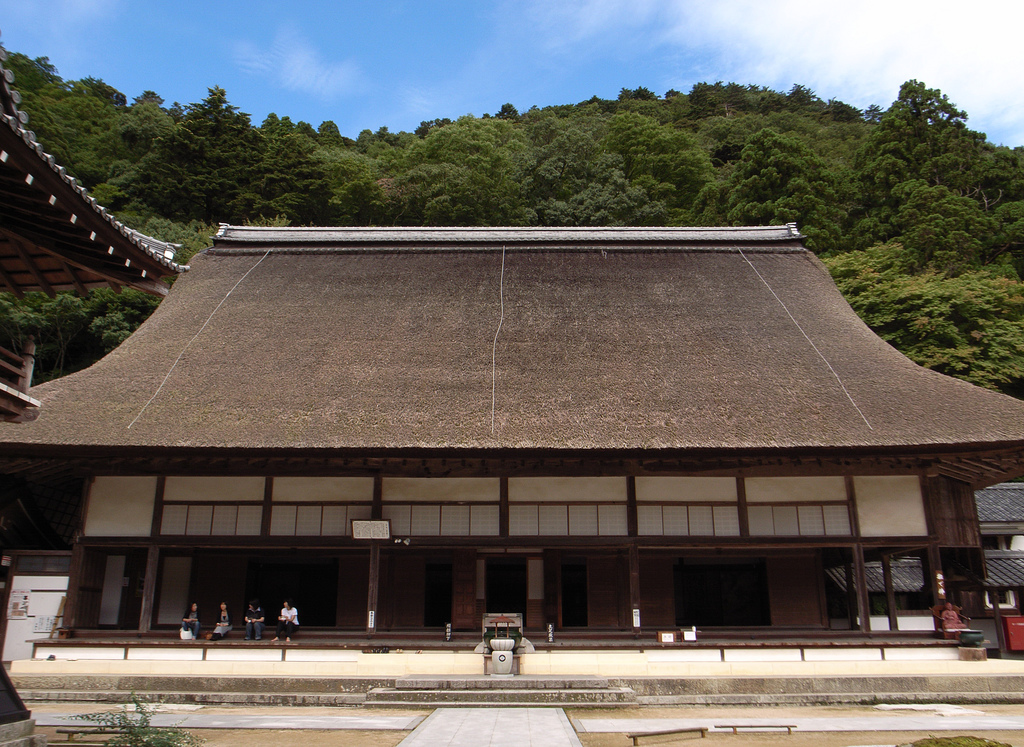
永源寺本堂
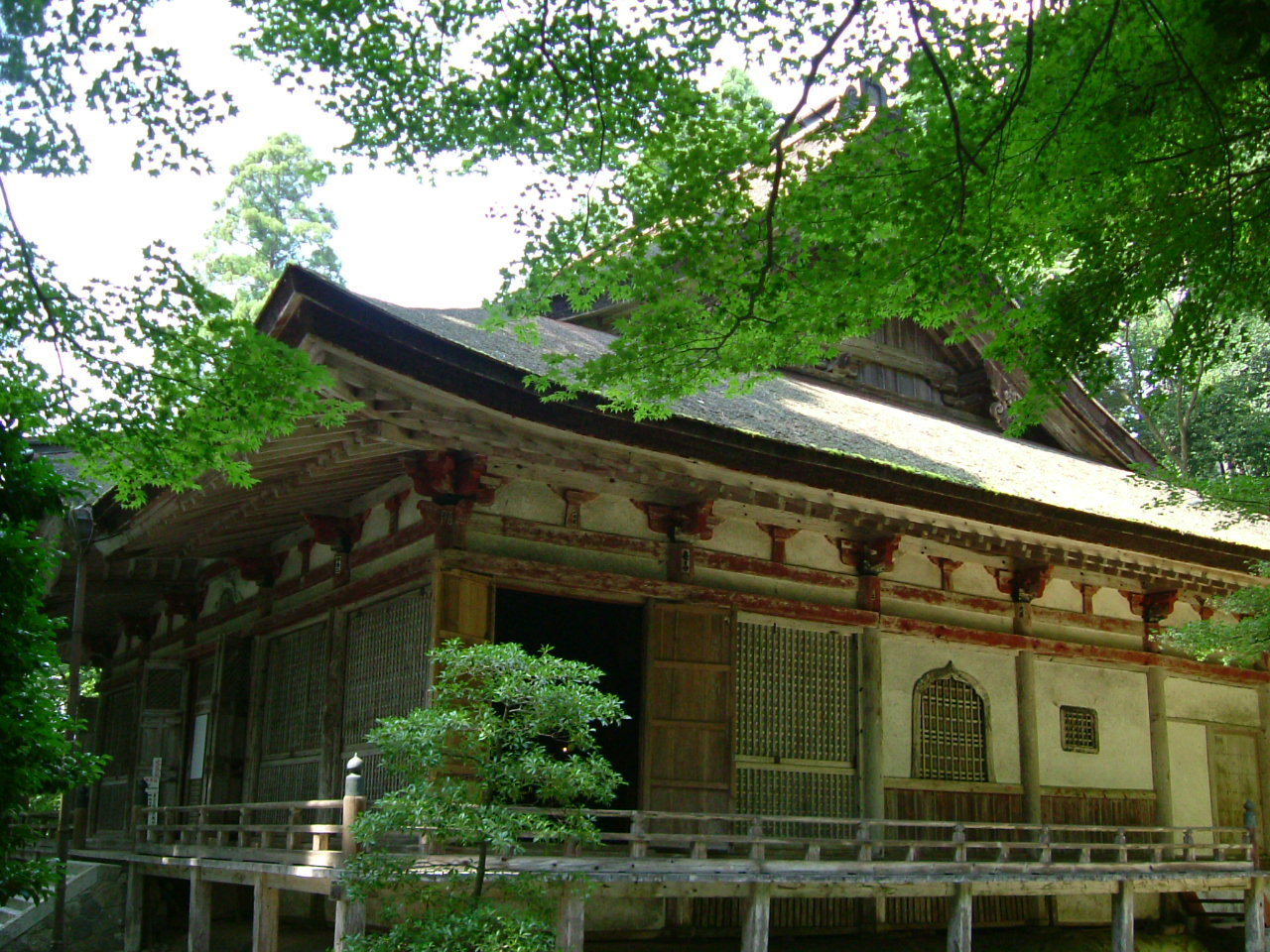
百濟寺本堂
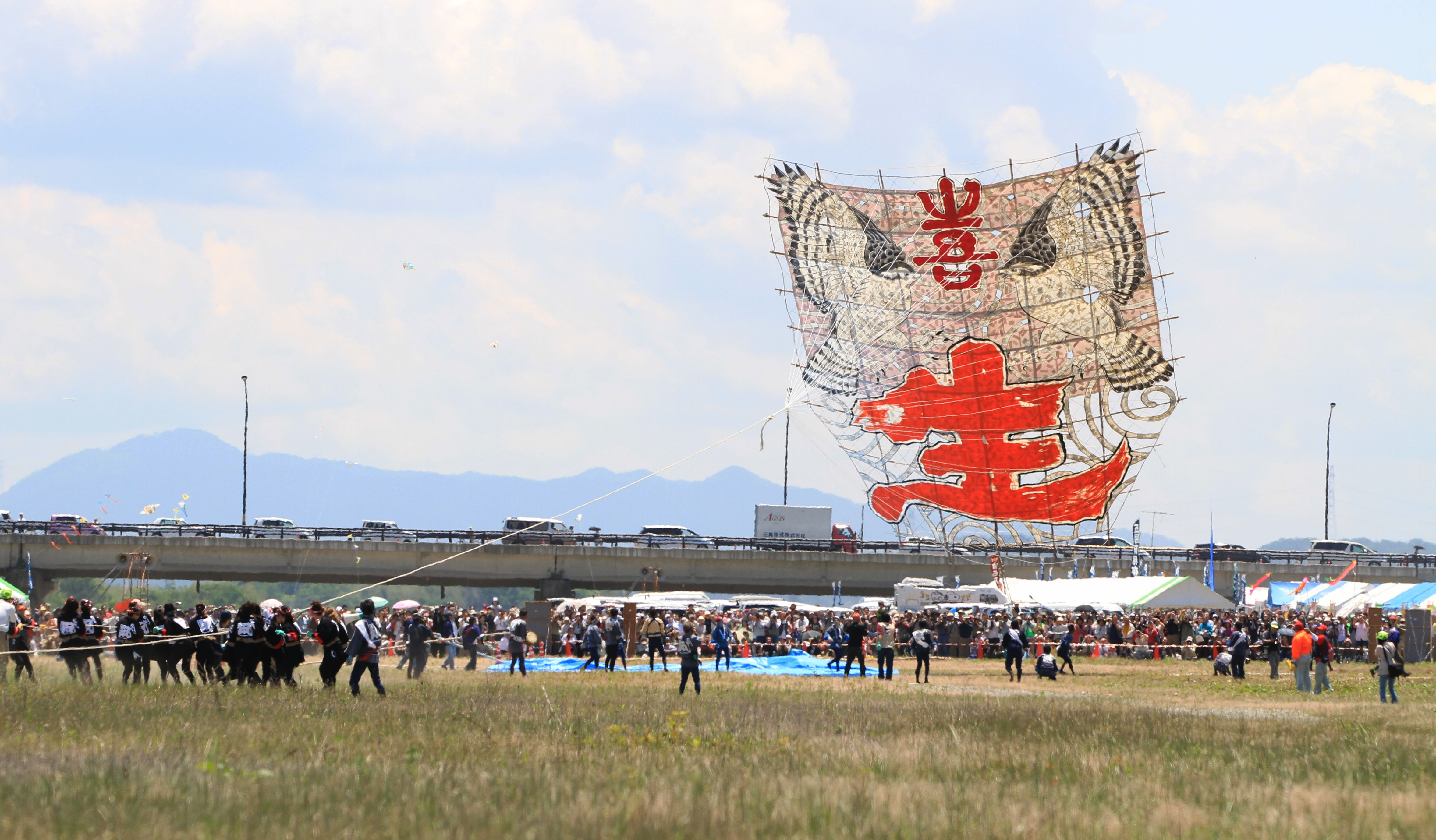
於2010年八日市大凧祭中施放的巨型風箏

## 教育

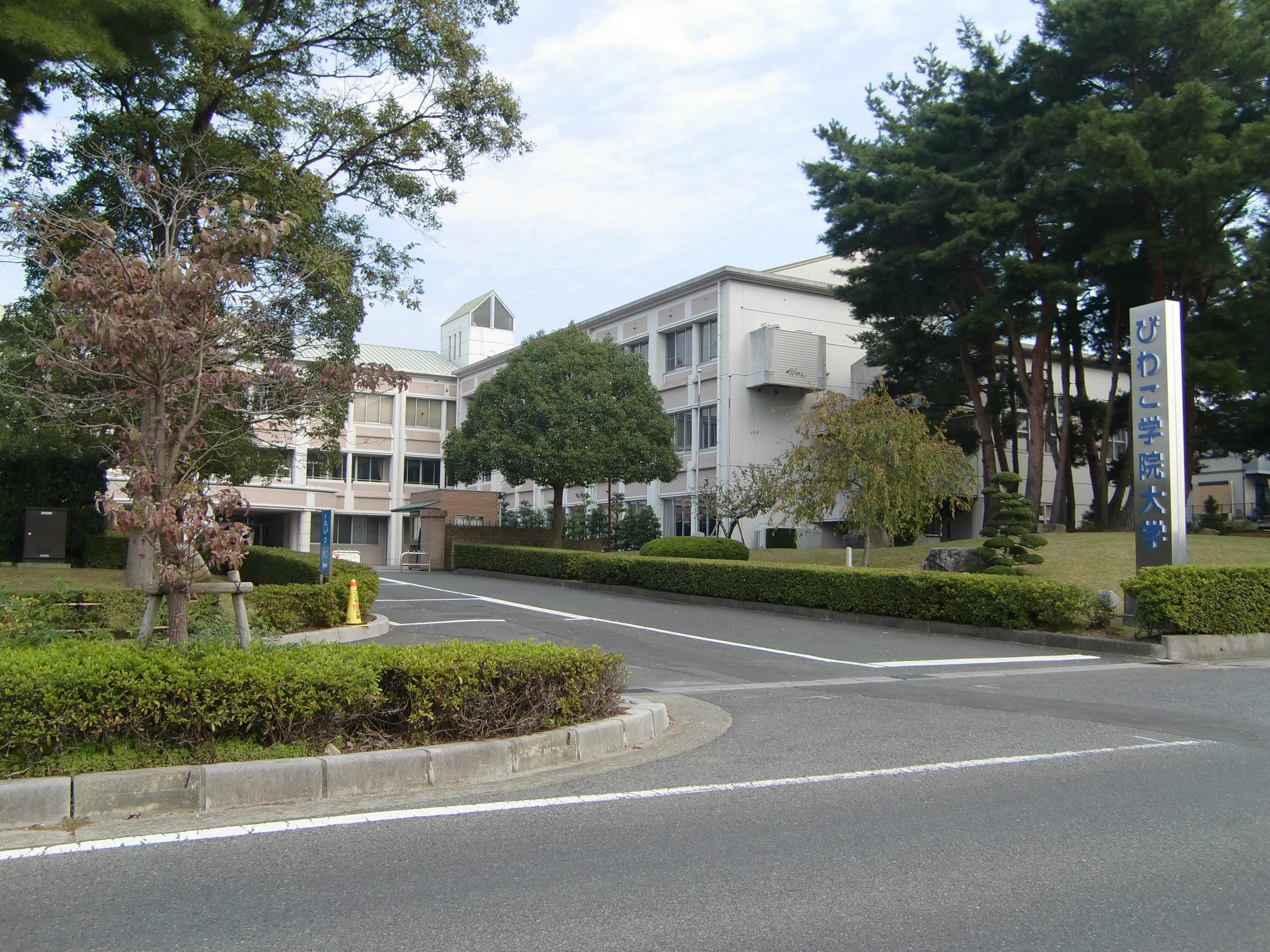
琵琶湖學院大學

琵琶湖學院大學是東近江市內唯一的高等教育學校，其開設學科以兒童教育福祉及體育教學為主。

## 姊妹、友好城市

### 國外
- 馬凱特（美國密歇根州馬凱特縣）
兩地於1979年締結為姊妹都市。[5]
- 泰伯（英语：Taber, Alberta）（加拿大艾伯塔省泰伯自治行政區（英语：Municipal District of Taber））
兩地於1981年締結為姊妹都市。[5]
- 場岩面（朝鲜语：장암면）（韓國忠清南道扶餘郡）
兩地於1992年締結為姊妹都市。[5]
- 常德市（中國湖南省）
兩地於1994年締結為友好都市。[5]
- 賴特維克（瑞典达拉纳省）
兩地於1994年締結為姊妹都市。[5]
- 統營市（韓國庆尚南道）
兩地於2001年締結為文化交流都市。[5]

## 外部連結
- （日語） 東近江市政府的Facebook專頁
- （日語） 東近江觀光指引 （页面存档备份，存于）